# Big Shell (Saskatchewan)
Big Shell ist eines von 42 Feriendörfern (Resort Villages) in der Provinz Saskatchewan. Die Gemeinde gehört zu der Gruppe der „urban municipalities“ und verfügt, wie alle „urban municipalities“ in der Provinz, über eine eigenständige Verwaltung. Big Shell ist umgeben von der Gemeinde Spiritwood No. 496 und liegt zentral in der Census Division No. 16 am Südostufer des Shell Lake.
Der Ort liegt auf einer Höhe von 58 m (190 feet) über dem Meeresspiegel und besitzt eine Fläche von 1,10 km².

## Demografie
Im Jahr 2001 lebten laut der Volkszählung 16 Personen in Big Shell. Bis 2006 stieg die Zahl der Einwohner um 181,3 % auf 45 an. Im Jahr 2011 wohnten laut der Zählung im Ort weiterhin 45 Menschen; zwischen 2006 und 2011 blieb dieser Wert konstant. 2016 stieg die Einwohnerzahl abermals um 6,7 % auf 48. Das Durchschnittsalter liegt bei 55 bis 70 Jahren.